# Río Guarinó
El Río Guarinó es un río del centro de Colombia, nace en la vereda El Páramo del municipio de Marulanda, en la Cordillera Central, comprende sistemas geográficos de montaña y valles aluviales,  con un recorrido general occidente-oriente, hasta verter sus aguas en el río Magdalena a 187 m s.n.m, en límites de los municipios de Honda y La Dorada,

## Afluentes
La cuenca del río Guarinó, con un área total de 838 km², está conformada por 21 subcuencas, correspondientes a tributarios directos del río Guarinó, y 15 microcuencas, para un total de 33 unidades hidrográficas. Las principales se listan a continuación.
Cuenca alta 3.150-1.500 m s.n.m., 488,19 km²
río Hondo
quebrada San Antonio
quebrada El Retiro
quebrada El Salado
río Perrillo
quebrada La Suecia
Cuenca media 1.500-900 m s.n.m., 233,96 km²
río Santo Domingo
quebrada Barreto
quebrada Santa Bárbara
río San Juan
Cuenca baja 900-187 m s.n.m., 116,16 km²
quebrada Casanguilla
quebrada Bocomá
quebrada El Jardín

## Municipios de la cuenca
- Caldas
  - Manzanares
  - Marquetalia
  - Marulanda (Nacimiento)
  - Victoria
  - La Dorada (Desembocadura)

- Tolima
  - Herveo
  - Fresno
  - Mariquita
  - Honda (Desembocadura)

## Desviación del río Guarinó
A 29 km de su desembocadura en el río Magdalena, el río Guarinó es desviado, desde 2010, parcialmente hacia el embalse Amaní de la Central Hidroeléctrica Miel I que se sirve de los caudales de los ríos Moro y La Miel, este último afluente también del Magdalena. El trasvase del río Guarinó desvía un caudal promedio de 28,17 m³/s, la concesión exige caudales de conservación o remanentes de 10,5 m³/s durante los meses húmedos y de 17,3 m³/s, durante los meses de bajas precipitaciones en la cuenca, diciembre a marzo y junio a agosto, denominados de meses de verano en Colombia; en el primero de estos períodos, entre enero y marzo, ocurre el fenómeno de subienda: migración ascendente de peces potamodromos de varias especies para reproducción (desove) o alimentación (depredación de las especies que migran a desovar), durante la época de bajos caudales; la migración se origina en los lagos de la planicie aluvial (ciénagas) del tramo bajo del río Magdalena, ascienden por los afluentes de montaña, como el Guarinó, hasta ca. 500 m s.n.m. hasta donde la pendiente fluvial lo permite. Los alevinos (larvas recién nacidas) son arrastradas por las aguas altas durante los meses siguientes y reingresan a las ciénagas de la planicie aluvial; esta migración inversa se denomina bajanza. El trasvase generó protestas populares por las consecuencias ambientales negativas, en particular sobre las migraciones de peces y la disminución de caudales de estiaje aguas abajo de la desviación; no obstante la autoridad ambiental nacional otorgó licencia a las obras de desviación y a la operación del trasvase.